# 卡尔达斯布兰当
卡尔达斯布兰当是巴西帕拉伊巴州的一个市镇。总面积55.853平方公里，总人口5338人，人口密度95.6人/平方公里。